# IHF Super Globe 2023
L'IHF Super Globe 2023 è stata la sedicesima edizione del Mondiale per Club di pallamano. Il torneo si è 
disputato per il quarto anno di fila in Arabia Saudita, per la seconda volta a Dammam.
La competizione è stata vinta per la terza volta nella sua storia dal Magdeburgo, che in finale ha sconfitto il Füchse Berlino, che ha così difeso il titolo vinto nel 2022.

## Squadre partecipanti
Alla competizione prendono parte i campioni continentali provenienti dall'AHF (Asia), dalla CAHB (Africa), dalla EHF (Europa), dall'OHF (Oceania) e dalla PATHF (Nord e Sud America).
| Squadra                  | Qualificata come                                  |
| ------------------------ | ------------------------------------------------- |
| Magdeburgo               | Detentore                                         |
| Al Ahly                  | Vincitore CL Africana                             |
| Al-Najma                 | Vincitore CL Asiatica                             |
| University of Queensland | Vincitori CL dell'Oceania                         |
| San Fernando             | Vincitore CL Panamericana                         |
| San Francisco CalHeat    | Vincitore CL Nordamericana                        |
| Al-Kuwait                | Vincitore Arab Handball Championship of Champions |
| Kielce                   | Finalista EHF Champions League                    |
| Al Noor                  | Ospitanti                                         |
| Al-Khaleej               | Ospitanti                                         |
| Füchse Berlino           | Wildcard                                          |
| Barcellona               | Wildcard                                          |

## Fase a gironi

### Girone A

#### Classifica
| Pos | Squadra    | G | V | N | P | GF | GS | DG  | Pt | Qualificazione |
| --- | ---------- | - | - | - | - | -- | -- | --- | -- | -------------- |
| 1   | Barcellona | 2 | 2 | 0 | 0 | 80 | 45 | +35 | 4  | Semifinali     |
| 2   | Al Ahly    | 2 | 1 | 0 | 1 | 64 | 57 | +7  | 2  | 5º–8º posto    |
| 3   | Al Noor    | 2 | 0 | 0 | 2 | 39 | 81 | −42 | 0  | 9º–12º posto   |

#### Risultati
| Arbitri: | Kleven Jørum |

|          |           |          |
| Hassan 6 | Marcatori | Landim 7 |

| Arbitri: | Bíró Kiss |

|          |           |              |
| Landim 5 | Marcatori | Gómez Janc 7 |

| Arbitri: | Horáček Novotný |

|                 |           |          |
| Abdou, Hassan 5 | Marcatori | Valera 7 |

### Girone B

#### Classifica
| Pos | Squadra        | G | V | N | P | GF | GS | DG  | Pt | Qualificazione |
| --- | -------------- | - | - | - | - | -- | -- | --- | -- | -------------- |
| 1   | Füchse Berlino | 2 | 2 | 0 | 0 | 85 | 62 | +23 | 4  | Semifinali     |
| 2   | Al-Kuwait      | 2 | 1 | 0 | 1 | 69 | 66 | +3  | 2  | 5º–8º posto    |
| 3   | San Fernando   | 2 | 0 | 0 | 2 | 63 | 89 | −26 | 0  | 9º–12º posto   |

#### Risultati
| Arbitri: | Horáček Novotný |

|         |           |                |
| Saleh 7 | Marcatori | J. Fernández 8 |

| Arbitri: | Belkhiri Hamidi |

|                |           |           |
| J. Fernández 7 | Marcatori | Gidsel 13 |

| Arbitri: | Kleven Jørum |

|                |           |           |
| Marzo, Saleh 5 | Marcatori | Gidsel 13 |

### Girone C

#### Classifica
| Pos | Squadra                  | G | V | N | P | GF | GS  | DG  | Pt | Qualificazione |
| --- | ------------------------ | - | - | - | - | -- | --- | --- | -- | -------------- |
| 1   | Magdeburgo               | 2 | 2 | 0 | 0 | 86 | 34  | +52 | 4  | Semifinali     |
| 2   | Al-Khaleej               | 2 | 1 | 0 | 1 | 68 | 55  | +13 | 2  | 5º–8º posto    |
| 3   | University of Queensland | 2 | 0 | 0 | 2 | 40 | 105 | −65 | 0  | 9º–12º posto   |

#### Risultati
| Arbitri: | Kurtagic Wetterwik |

|           |           |           |
| Musche 10 | Marcatori | Nenadić 7 |

| Arbitri: | R. Gasmi K. Gasmi |

|             |           |                    |
| Al-Traiki 8 | Marcatori | Oleaga, Warrener 5 |

| Arbitri: | Lenci Grillo |

|               |           |         |
| Pettersson 26 | Marcatori | Gahan 4 |

### Girone D

#### Classifica
| Pos | Squadra               | G | V | N | P | GF | GS | DG  | Pt | Qualificazione |
| --- | --------------------- | - | - | - | - | -- | -- | --- | -- | -------------- |
| 1   | Kielce                | 2 | 2 | 0 | 0 | 76 | 49 | +27 | 4  | Semifinali     |
| 2   | Al-Najma              | 2 | 1 | 0 | 1 | 55 | 49 | +6  | 2  | 5º–8º posto    |
| 3   | San Francisco CalHeat | 2 | 0 | 0 | 2 | 45 | 78 | −33 | 0  | 9º–12º posto   |

#### Risultati
| Arbitri: | Lenci Grillo |

|           |           |         |
| Karalek 5 | Marcatori | Ahmed 8 |

| Arbitri: | Marín García |

|         |           |        |
| Ahmed 9 | Marcatori | Raff 7 |

| Arbitri: | Kurtagic Wetterwik |

|         |           |        |
| Nahi 10 | Marcatori | Raff 7 |

## Fase ad eliminazione

### Tabellone 9º posto
|  | Semifinali               | Semifinali               | Semifinali            |                       |         | Finale                   | Finale                   | Finale           |  |
|  |                          |                          |                       |                       |         |                          |                          |                  |  |
|  | Al Noor                  | Al Noor                  | 31                    |                       |         |                          |                          |                  |  |
|  | Al Noor                  | Al Noor                  | 31                    |                       |         |                          |                          |                  |  |
|  | San Fernando             | San Fernando             | 29                    |                       |         |                          |                          |                  |  |
|  | San Fernando             | San Fernando             | 29                    |                       | Al Noor | Al Noor                  | 29                       |                  |  |
|  |                          |                          |                       |                       | Al Noor | Al Noor                  | 29                       |                  |  |
|  |                          |                          | San Francisco CalHeat | San Francisco CalHeat | 24      |                          |                          |                  |  |
|  | University of Queensland | University of Queensland | San Francisco CalHeat | San Francisco CalHeat | 24      | 22                       |                          |                  |  |
|  | University of Queensland | University of Queensland |                       |                       |         | 22                       |                          |                  |  |
|  | San Francisco CalHeat    | San Francisco CalHeat    | 27                    |                       |         | Finale 11º posto         | Finale 11º posto         | Finale 11º posto |  |
|  | San Francisco CalHeat    | San Francisco CalHeat    | 27                    |                       |         |                          |                          |                  |  |
|  |                          |                          |                       |                       |         |                          |                          |                  |  |
|  |                          |                          |                       |                       |         | San Fernando             | San Fernando             | 39               |  |
|  |                          |                          |                       |                       |         | San Fernando             | San Fernando             | 39               |  |
|  |                          |                          |                       |                       |         | University of Queensland | University of Queensland | 28               |  |

#### Semifinali
| Arbitri: | Kurtagic Wetterwik |

|          |           |                              |
| Gadža 10 | Marcatori | F. Fernández, J. Fernández 5 |

| Arbitri: | Bíró Kiss |

|            |           |        |
| Warrener 5 | Marcatori | Raff 7 |

#### Finale 11º posto
| Arbitri: | K. Gasmi R. Gasmi |

|           |           |                 |
| Cánepa 11 | Marcatori | Gahan, Oleaga 7 |

#### Finale 9º posto
| Arbitri: | Belkhiri Hamidi |

|           |           |                   |
| Al Agry 8 | Marcatori | Assfalg, Donlin 5 |

### Tabellone 5º posto
|  | Semifinali | Semifinali | Semifinali |            |         | Finale          | Finale          | Finale          |  |
|  |            |            |            |            |         |                 |                 |                 |  |
|  | Al Ahly    | Al Ahly    | 35         |            |         |                 |                 |                 |  |
|  | Al Ahly    | Al Ahly    | 35         |            |         |                 |                 |                 |  |
|  | Al-Kuwait  | Al-Kuwait  | 25         |            |         |                 |                 |                 |  |
|  | Al-Kuwait  | Al-Kuwait  | 25         |            | Al Ahly | Al Ahly         | 35 (d.t.r.)     |                 |  |
|  |            |            |            |            | Al Ahly | Al Ahly         | 35 (d.t.r.)     |                 |  |
|  |            |            | Al-Khaleej | Al-Khaleej | 34      |                 |                 |                 |  |
|  | Al-Khaleej | Al-Khaleej | Al-Khaleej | Al-Khaleej | 34      | 27              |                 |                 |  |
|  | Al-Khaleej | Al-Khaleej |            |            |         | 27              |                 |                 |  |
|  | Al-Najma   | Al-Najma   | 24         |            |         | Finale 7º posto | Finale 7º posto | Finale 7º posto |  |
|  | Al-Najma   | Al-Najma   | 24         |            |         |                 |                 |                 |  |
|  |            |            |            |            |         |                 |                 |                 |  |
|  |            |            |            |            |         | Al-Kuwait       | Al-Kuwait       | 29              |  |
|  |            |            |            |            |         | Al-Kuwait       | Al-Kuwait       | 29              |  |
|  |            |            |            |            |         | Al-Najma        | Al-Najma        | 24              |  |

#### Semifinali
| Arbitri: | K. Gasmi R. Gasmi |

|                   |           |         |
| Hesham, Ramadan 6 | Marcatori | Marzo 9 |

| Arbitri: | Marín García |

|            |           |         |
| Al Salem 5 | Marcatori | Ahmed 7 |

#### Finale 7º posto
| Arbitri: | Lenci Grillo |

|         |           |         |
| Marzo 9 | Marcatori | Madan 5 |

#### Finale 5º posto
| Arbitri: | Kurtagic Wetterwik |

|                                    |                      |                                                    |
| Adel, Ramadan 6                    | Marcatori            | Nenadić 10                                         |
| Darhoug Hassan Ramadan Adel Hesham | Tiri di rigore 5 – 4 | Al Traiki Al Saihati Al Meskeen Al Ibrahim Nenadić |

### Tabellone principale
|  | Semifinali     | Semifinali     | Semifinali  |            |                | Finale          | Finale          | Finale          |  |
|  |                |                |             |            |                |                 |                 |                 |  |
|  | Barcellona     | Barcellona     | 34          |            |                |                 |                 |                 |  |
|  | Barcellona     | Barcellona     | 34          |            |                |                 |                 |                 |  |
|  | Füchse Berlino | Füchse Berlino | 35 (d.t.s.) |            |                |                 |                 |                 |  |
|  | Füchse Berlino | Füchse Berlino | 35 (d.t.s.) |            | Füchse Berlino | Füchse Berlino  | 32              |                 |  |
|  |                |                |             |            | Füchse Berlino | Füchse Berlino  | 32              |                 |  |
|  |                |                | Magdeburgo  | Magdeburgo | 34 (d.t.s.)    |                 |                 |                 |  |
|  | Magdeburgo     | Magdeburgo     | Magdeburgo  | Magdeburgo | 34 (d.t.s.)    | 28              |                 |                 |  |
|  | Magdeburgo     | Magdeburgo     |             |            |                | 28              |                 |                 |  |
|  | Kielce         | Kielce         | 24          |            |                | Finale 3º posto | Finale 3º posto | Finale 3º posto |  |
|  | Kielce         | Kielce         | 24          |            |                |                 |                 |                 |  |
|  |                |                |             |            |                |                 |                 |                 |  |
|  |                |                |             |            |                | Barcellona      | Barcellona      | 33              |  |
|  |                |                |             |            |                | Barcellona      | Barcellona      | 33              |  |
|  |                |                |             |            |                | Kielce          | Kielce          | 30              |  |

#### Semifinali
| Arbitri: | Kleven Jørum |

|                    |           |           |
| Frade, N'Guessan 6 | Marcatori | Gidsel 10 |

| Arbitri: | Horáček Novotný |

|             |           |        |
| Magnússon 6 | Marcatori | Nahi 6 |

#### Finale 3º posto
| Arbitri: | Bíró Kiss |

|       |           |         |
| Mem 8 | Marcatori | Sićko 6 |

#### Finale
| Arbitri: | Marín García |

|          |           |                       |
| Gidsel 9 | Marcatori | Lagergren, Smárason 7 |